# Чіфаре
Чіфаре (словац. Čifáre) — село, громада округу Нітра, Нітранський край. Кадастрова площа громади — 15.34 км².
Населення 591 особа  (станом на 31 грудня 2019 року).

## Історія
Чіфаре згадується 1209 року.

## Населення
| Рік:            | 1994. | 2004.   | 2014.   | 2024.   |
| --------------- | ----- | ------- | ------- | ------- |
| Кількість осіб: | 598   | 648     | 616     | 591     |
| Різниця:        |       | +8,36 % | -4,93 % | -4,05 % |

| Рік:            | 2023. | 2024.   |
| --------------- | ----- | ------- |
| Кількість осіб: | 603   | 591     |
| Різниця:        |       | -1,99 % |